# Vuelo 5481 de Air Midwest
El vuelo 5481 Air Midwest funcionando como US Airways Express, fue un Beechcraft 1900 en un vuelo regular de pasajeros desde el Aeropuerto Internacional de Charlotte-Douglas en Carolina del Norte, hasta el Aeropuerto Internacional de Greenville-Spartanburg en Carolina del Sur. En la mañana del 8 de enero de 2003, el Beechcraft entró en pérdida al salir del Aeropuerto Internacional Charlotte Douglas y se estrelló contra un hangar de US Airways, matando a los diecinueve pasajeros y los dos pilotos a bordo, e hiriendo a una persona en el hangar.

## Aeronave
El vuelo 5481 de Air Midwest (que operaba como el vuelo 5481 de USAir Express en virtud de un acuerdo de franquicia con USAir) era un vuelo de pasajeros programado regularmente desde el aeropuerto internacional de Charlotte Douglas cerca de Charlotte, Carolina del Norte, hasta el aeropuerto internacional de Greenville-Spartanburg en Greer, Carolina del Sur. El 8 de enero de 2003, el vuelo 5481 fue operado por un Beechcraft 1900D de 6 años y 7 meses (número de registro N233YV). El avión se entregó originalmente nuevo a Air Midwest en 1996 y había acumulado 15.003 horas de vuelo en el momento del accidente. 
 

## Tripulación y pasajeros
Esta es una lista por nacionalidades:
| Residencia     | Pasajeros | Tripulantes | Total |
| -------------- | --------- | ----------- | ----- |
| Bahamas        | 3         | 0           | 3     |
| Canadá         | 1         | 0           | 1     |
| India          | 2         | 0           | 2     |
| Portugal       | 1         | 0           | 1     |
| Estados Unidos | 12        | 2           | 14    |
| Total          | 19        | 2           | 21    |

Entre las víctimas se incluían dos estudiantes graduados de la Universidad de Clemson de la India y una estudiante de primer año de la Universidad Bob Jones. La estudiante de la Bob Jones, Christiana Grace Shepherd, tenía 18 años y residía en las Azores, Portugal con ciudadanía estadounidense.
La tripulación estaba compuesta de la capitana Katie Leslie, de 25 años, la capitana de la aerolínea más joven, que llevaba en la aerolínea tres años. En este vuelo, ella vuela junto al copiloto Jonathan Gibbs de 27 años. Ambos residían en Charlotte.

## Causa del accidente
Los investigadores determinaron que el accidente había tenido lugar por dos causas independientes.
Tras el despegue, el avión ascendió rápidamente antes de entrar en pérdida, tras lo que ambos pilotos empujaron la palanca hacia delante. El mantenimiento más reciente del avión se había desarrollado en el cable de control del elevador, y fue efectuado dos noches antes del accidente en una instalación ubicada en el Aeropuerto Triestatal en Huntington (Virginia Oeste). Durante la investigación, se descubrió que el mecánico que había efectuado las labores de mantenimiento en los cables del elevador nunca había trabajado con este tipo de avión. Los investigadores revelaron que los sensores que controlaban la tensión en los cables del elevador habían sido colocados de manera incorrecta desembocando en un viraje del elevador insuficiente, llevando a los pilotos a no tener suficiente control de cabeceo. Así mismo, las pruebas de control post-mantenimiento que conducirían a asegurar que todo funcionase normalmente garantizando la seguridad de las operaciones, no fueron llevadas a cabo por el supervisor de mantenimiento que instruía a un nuevo mecánico. La NTSB hizo mención a que la FAA fue advertida de las "serias deficiencias" de los procesos de formación en esta instalación, pero no se había hecho nada para corregirlo.
Del mismo modo los pilotos hicieron un cálculo de los pesos en despegue y determinaron que se encontraban dentro de los rangos de seguridad, sin embargo el avión estaba sobrecargado y fuera de balance, debido al uso de las desfasadas, pero aprobadas por la FAA, estimaciones de peso por pasajero. Cuando hicieron la prueba, la NTSB descubrió que las estimaciones eran unas veinte libras ( nueve kilogramos) menores que el peso real de los pasajeros en aquel momento. Para comprobar el peso actual de los equipajes pesaron los equipajes del lugar del accidente, y los pasajeros (basado en información de los familiares y de historiales médicos), descubriendo que el avión estaba unas 580 libras (264 kg) sobre el peso máximo de despegue, con su centro de gravedad desplazado un 5% hacia la cola respecto a los límites admitidos por el avión.
Se demostró que ninguna causa externa favoreció la pérdida de control, que explica porque el avión logró elevarse en Huntington, Virginia Oeste sin problemas.

## Consecuencias
Como resultado del problema de peso descubierto, la FAA planeó investigar y revisar en adelante los valores de peso estimado, algo que no se había hecho desde 1936. Air Midwest usaba una media de pesos de 200 libras (90.7 kg) por pasajero tras el accidente, pero la NTSB sugirió que las aerolíneas usasen los pesos reales en lugar de una media. El 70% de pequeñas compañías aéreas todavía utilizan una media. Air Midwest se disculpó públicamente después de que la familia de la víctima del accidente Christiana Grace Shepherd presionase a la aerolínea para hacerlo. Air Midwest cesó sus operaciones en 2008.

## Dramatización
El accidente fue escenificado en un episodio de la quinta temporada de Mayday: catástrofes aéreas titulado «Peso muerto» («Dead Weight»).